# Anungitopsis triseptata
Anungitopsis triseptata är en svampart som först beskrevs av Matsush., och fick sitt nu gällande namn av R.F. Castañeda & W.B. Kendr. 1991. Anungitopsis triseptata ingår i släktet Anungitopsis och familjen Venturiaceae.   Inga underarter finns listade i Catalogue of Life.